# NPPEN
Le modèle numérique NPPEN (Non-Parametric Probabilistic Ecological Niche model) est un modèle de niche écologique (au sens de George Evelyn Hutchinson).
Il est utilisé dans les domaines de la biogéographie, de la macroécologie et de la bioclimatologie.
Son objectif est de définir la présence potentielle d'une espèce à un endroit donné.
Il permet donc d'établir des cartes de probabilité de présence d'une espèce donnée (terrestre ou marine ,,,,,).
Il permet aussi de faire des projections sur les changements de répartition des espèces en relation avec le changement climatique.
Ce modèle présente comme avantage de ne nécessiter que des données de présence et autorise la prise en compte de variables abiotiques corrélées entre elles (grâce à l'utilisation de la distance généralisée de Mahalanobis).